# Tomata Raf
El tomàquet raf, la tomata raf, o la tomaca raf és una varietat de tomàquet (Solanum lycopersicum, Solanaceae) obtingut a partir de la selecció artificial practicada sobre els tomàquets tradicionals que es planten a l'aire lliure des de 1961. És d'origen francés, tot i tindre varietats valencianes com la Mutxamel. El raf és un tomàquet del tipus marmande que destaca en pel seu sabor i textura, així com per poder ser plantat en aigües salines.
El nom de raf fa referència a les sigles de Resistent al Fusarium. Eixa resistència al fusarium o (Fusarium oxysporum lycopersici) va ser una de les causes de la seua popularització en el cultiu d'hivernacle. El raf és producte d'una selecció dels tomàquets tradicionals pel que no és un tomàquet híbrid.
A l'estat espanyol les zones de producció més rellevants per a aquest tipus de tomàquet són la barriada de La Canyada de San Urbà, en la capital de la província, i el municipi de Níjar; ambdós a Almeria (Andalusia).
Una varietat molt semblant, i de vegades confosa amb el raf per la seua forma, encara que no pel seu gust, és la mutxamel (dita així per ser característica de la població de Mutxamel, l'Alacantí, València).

## Característiques
La seua morfologia és especial i molt característica. És un fruit de forma irregular amb profunds solcs que acaben en el centre, de forma ovalada i aplatat pels extrems. Aquests solcs ho fan molt recognoscible i donen fe de la seua qualitat. El seu color és d'un verd intens amb pinzellades que s'aproximen al negre en la seua part superior.
A l'interior s'hi troba la polpa amb una coloració rosa, de textura compacta molt ferma i sucosa, carnosa i amb llavors menudes. És consistent i, en general, té un gust deliciós dolç (9 graus brix) a causa de l'equilibri entre el sucre i l'acidesa de tipus cítrica i màlica. La maduració es produeix de dins a fora.
La tomatera raf és una planta vigorosa però les produccions actuals intenten rebaixar aquest vigor original el que ha fet que s'englobe dins dels ports semideterminats i de vigor mitjà. La seua envergadura natural pot arribar als 4 m mentre que en producció rares vegades se'l deixa passar del metre i mig.
El motiu que el tomàquet raf siga tan peculiar ve de les seues condicions de cultiu. Li cal una aigua amb certa salinitat perquè el fruit contrareste creant sucres. S'ha conreat d'ençà de dècades, però es va semiabandonar per cultius més intensius. A l'origen es conreava al descobert encara que ara es fa sota plàstic en carrer o sota malla.
La producció sol estar limitada a unes 2.000 hectàrees i el rendiment d'una planta sol ser de 4 a 6 quilos. El rendiment d'una tomatera d'altra varietat oscil·la entre 20 a 22 quilos de producte de mitjana.

## Consum
La producció se centra en l'hivern i començaments de la primavera, que són els moments més adequats per al consum. Fora d'aqueix temps pot haver tomàquets des de mitjans de tardor, encara que es ressenten les seues característiques de sabor i consistència.
Per a una degustació correcta s'ha d'esperar a l'instant de maduració precís, quan comença a adquirir un to rogenc. Una de les formes més simples per a la seua degustació és trossejat en cru amb oli d'oliva verge i sal.